# Tisza
För andra betydelser, se Tisza (olika betydelser).
Tisza (/'tisɑ/) är en vänsterbiflod till Donau och är med sin längd på cirka 1 400 km en av de största floderna i Centraleuropa.

## Olika namn
Floden heter Tisza på ungerska. Motsvarande namn på ukrainska är Тиса (Tysa), och på rumänska, slovakiska och serbiska är namnet Tisa. Det tyska namnet är Theiß.
Under antiken var floden även känd som Tisia, och på latin kalla(de)s floden Tissus, Tisia eller Pathissus.

## Geografi
Floden har sin början på 2 020 meters höjd över havet, i Karpaterna i västra Ukraina. Den första delen av sitt lopp sker utefter något av källflödena Svarta eller Vita Tysa. Floden passerar på sin väg Rumänien, Ungern, Slovakien samt Serbien. Utefter olika sträckor är Tisza även gränsflod mellan ovannämnda länder enligt följande:
| 1.  | Ukraina (källa)          | Ukraina (källa)          |
| 2.  | Ukraina                  | Rumänien                 |
| 3.  | Ukraina                  | Ukraina                  |
| 4.  | Ukraina                  | Ungern                   |
| 5.  | Ungern                   | Ungern                   |
| 6.  | Ukraina                  | Ungern                   |
| 7.  | Slovakien                | Ungern                   |
| 8.  | Ungern                   | Ungern                   |
| 9.  | Ungern                   | Serbien                  |
| 10. | Serbien (utlopp i Donau) | Serbien (utlopp i Donau) |

I Serbien bildar Tisza gräns mellan regionerna Bačka och Banatet, och mynnar ut i Donau i centrala Vojvodina i Serbien strax uppströms Belgrad. Fram till första världskriget rann den helt och hållet inom det då större Ungerns gränser. Den största staden utefter Tiszas lopp är Szeged.
Tisza har en total längd på cirka 1 400 kilometer, vilket gör den till en av Europas längsta bifloder, samt ett avrinningsområde på cirka 157 200 km².

## Tisza och människan
Floden rinner under stora delar av sin längd på den östungerska "Stora pustan". Dess medelvattenföring är 800 m³/s. Genom en ojämn vattenföring stora delar av året svämmar floden tidvis över sina bräddar. Detta har lett till att Ungern bland annat skapat Tiszasjön, en stor konstgjord sjö vars damm är tänkt att minska Tiszas översvämningar.
Vattnet är i Tiszas övre lopp av god kvalitet, men längre ner förorenas floden av både jordbruk och industri. Vid sidan av flera vattenkraftverk avleds även flodvattnet till nyttjande för konstbevattning.

## Naturliv
Bygget av den ungerska Tiszadammen 1973 har skapat Tiszasjön, landets största konstgjorda sjö. Den grunda sjöns 127 kvadratkilometer täcks till stora delar av vassar och stora bälten av näckros eller vattenkastanj.
Djurlivet utefter Tisza innefattar en stor mängd sjöfågel och olika sorters insekter. På försommaren under några få dagar sker varje år stora svärmningar av dagsländor, med miljontals nykläckta individer. De stora svämningarna kallas ibland för "Tiszas blomning".

## Bildgalleri

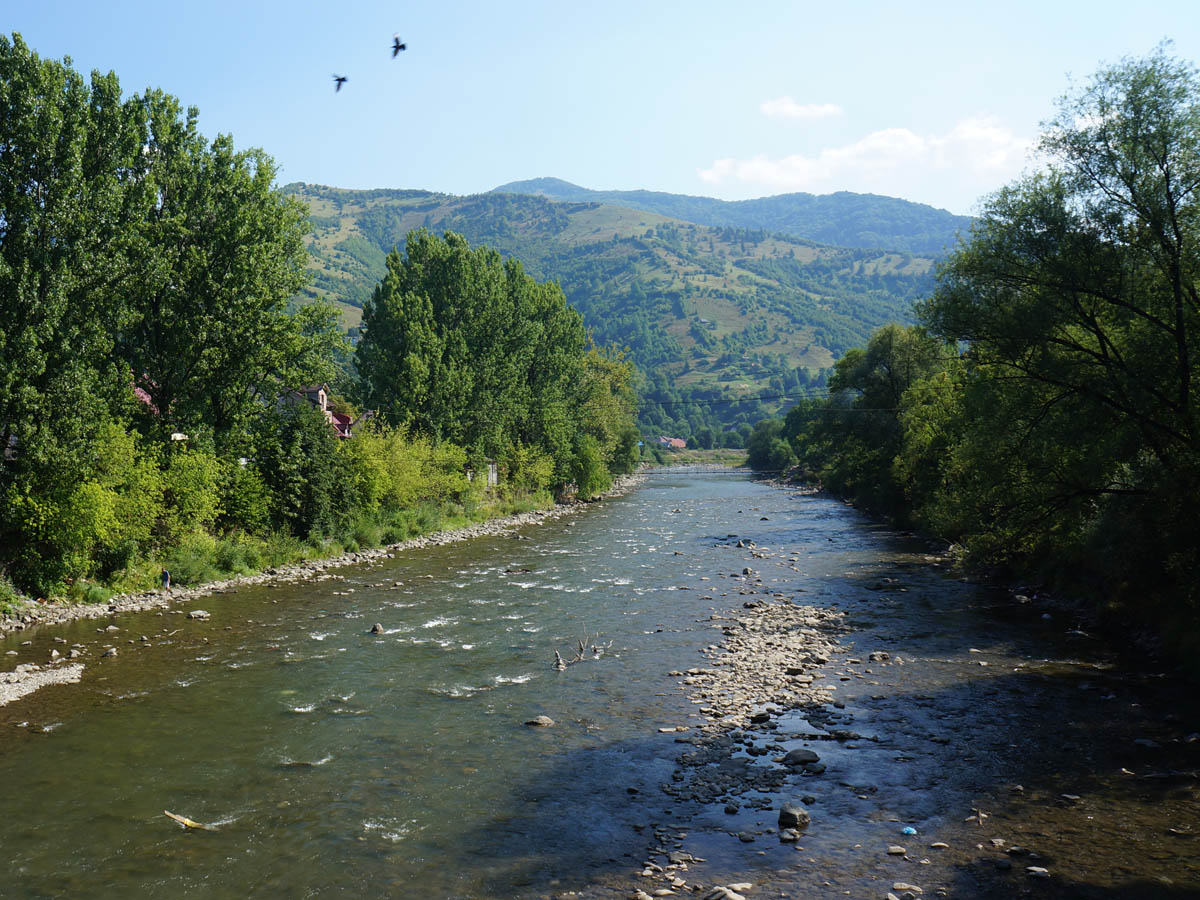
Källflödet Svarta Tysa i Ukraina.
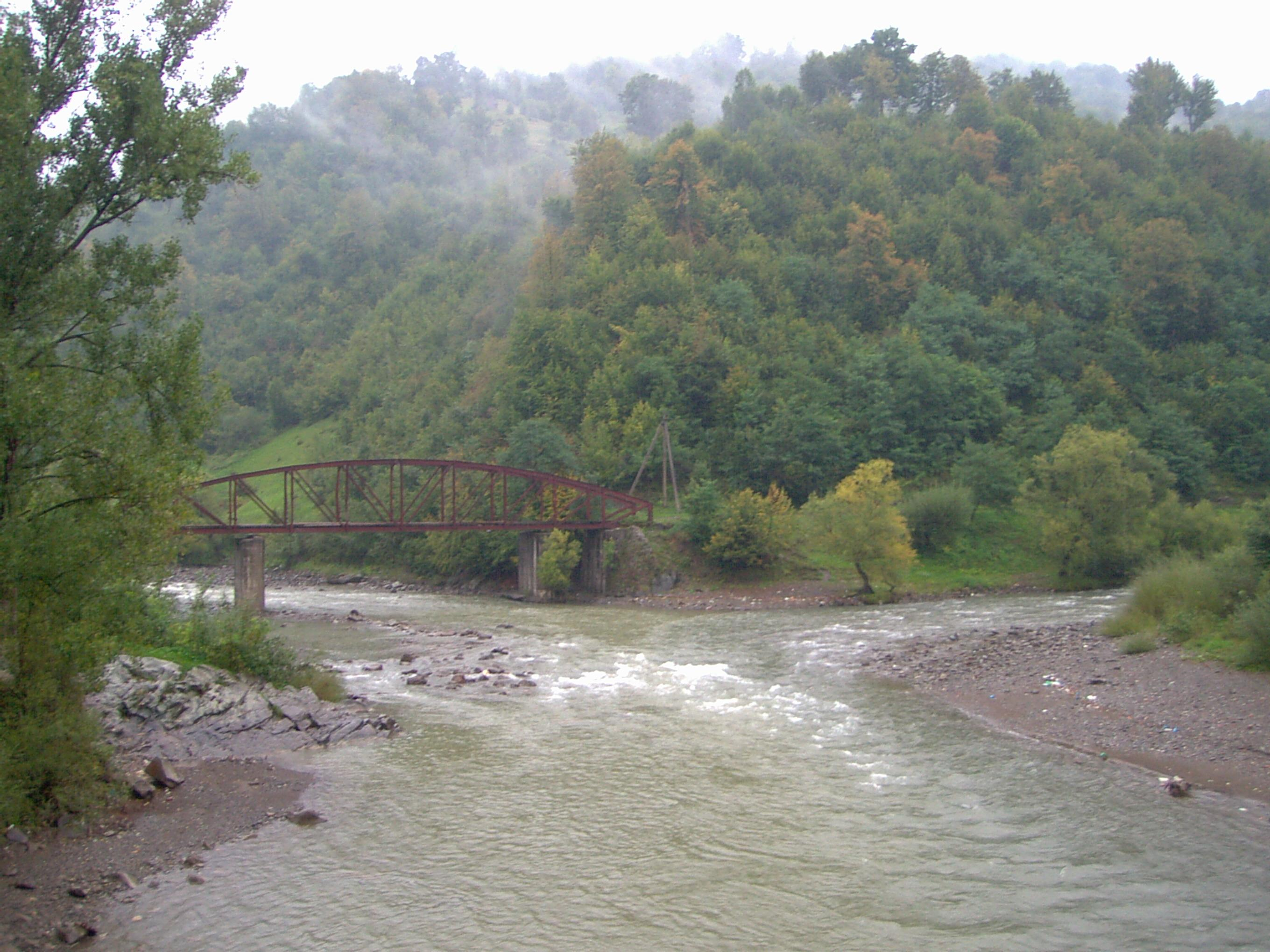
Svarta Tysa (t.v.) och Vita Tysa (t.h) bildar Tisza.
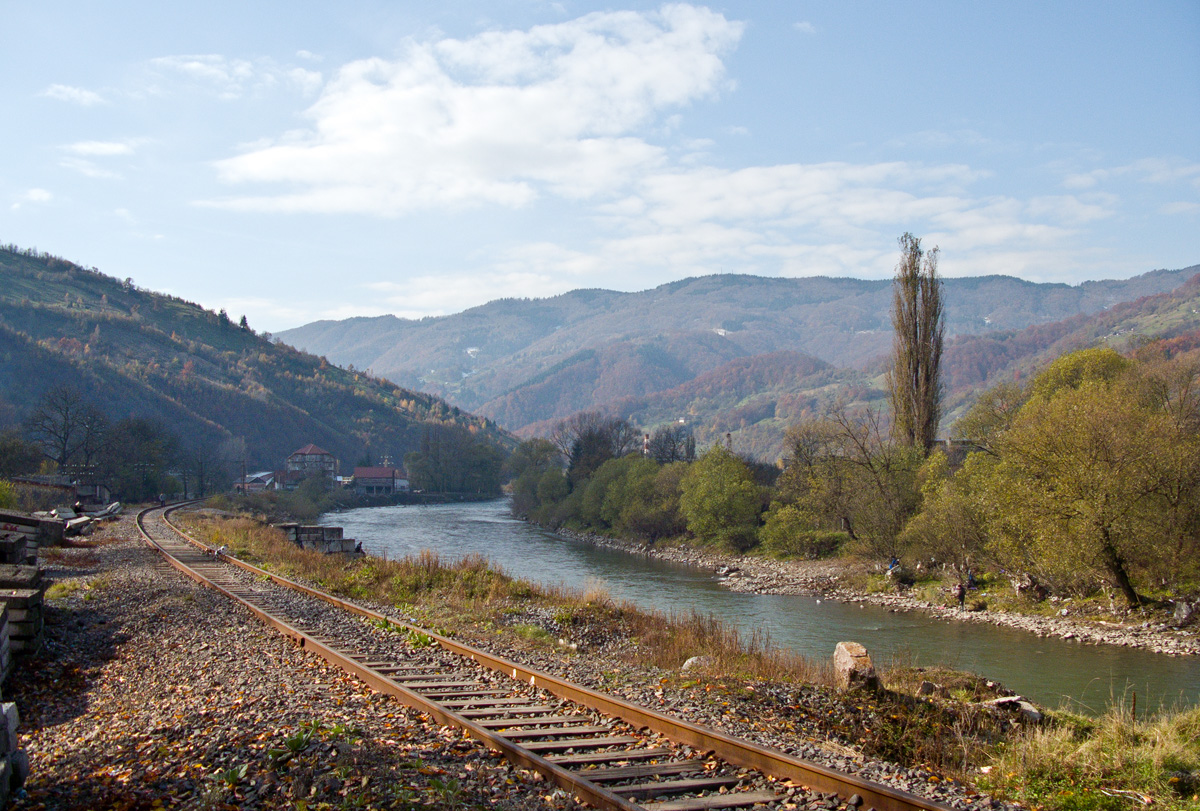
Tisza vid Rachiv.
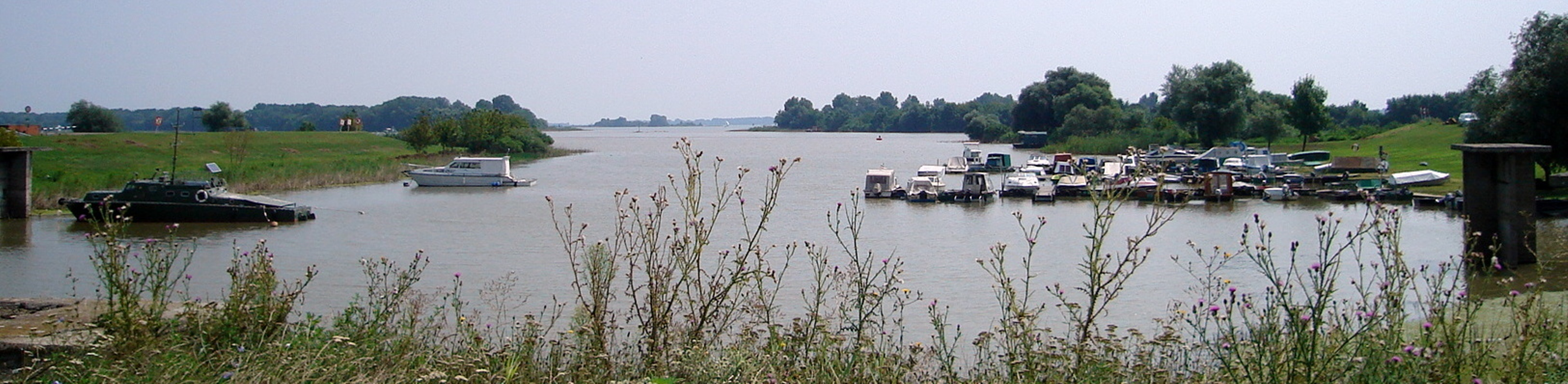
Tiszasjön, en uppdämd del av floden i Ungern.
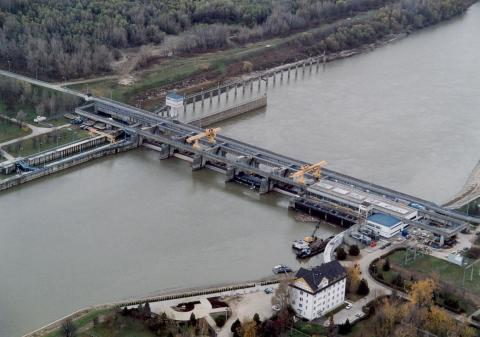
Tiszasjön regleras av Tiszadammen.
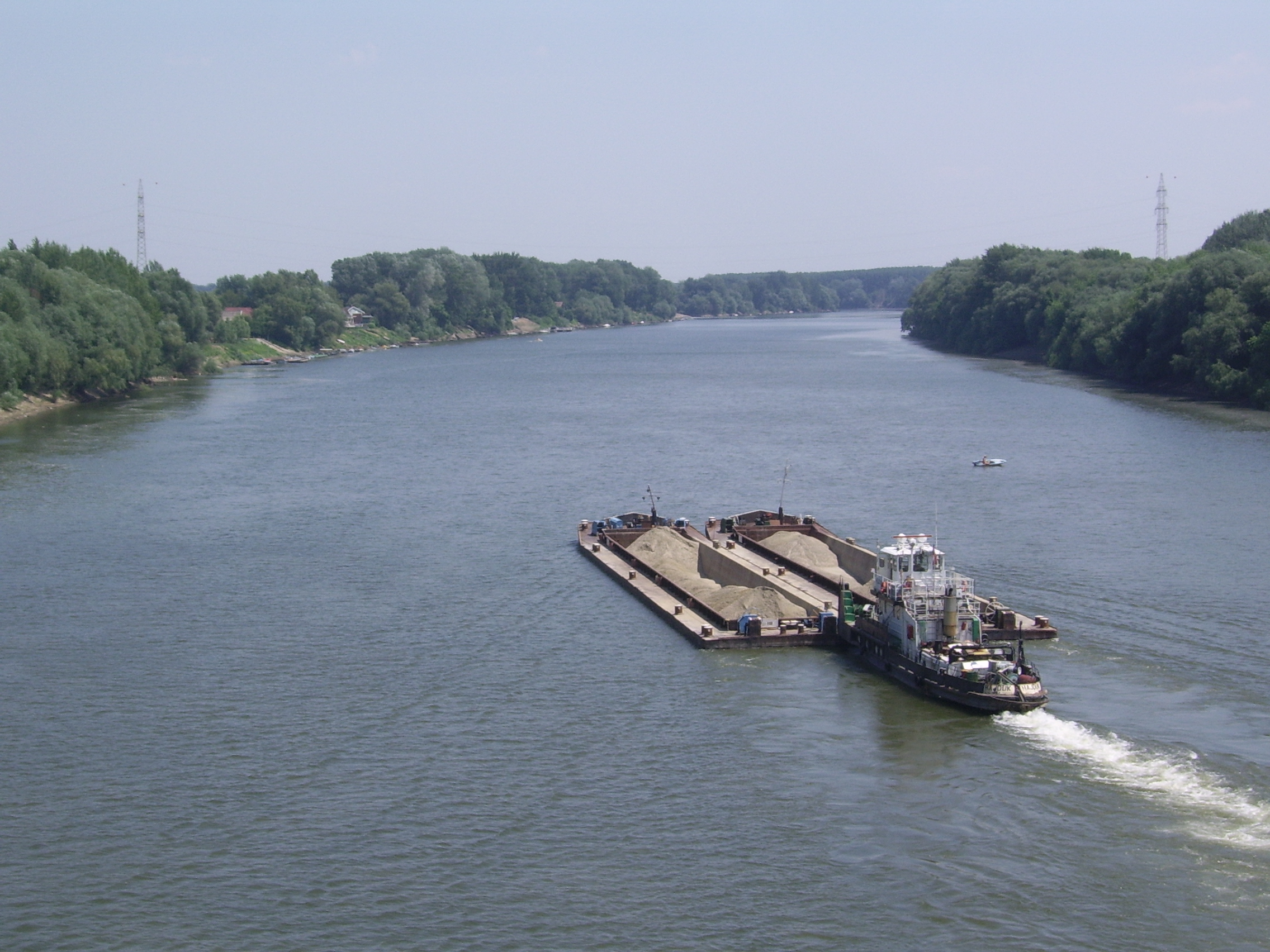
Floden uppströms Szeged.
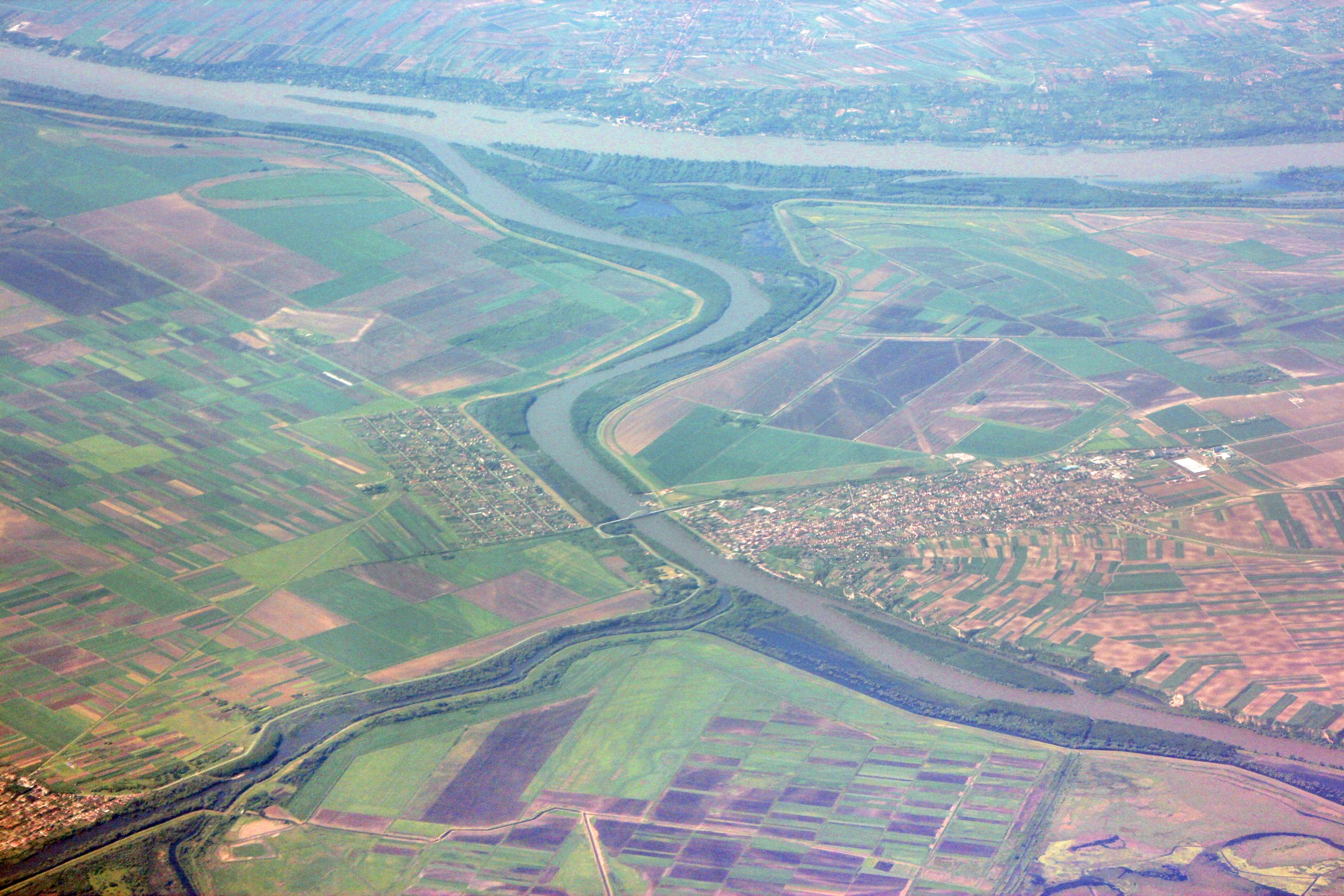
Tisza faller ut i Donau (överst).